# Доње Средоречје
Доње Средоречје (мкд. Долно Средоречие) је насеље у Северној Македонији, у југозападном делу државе. Доње Средоречје припада општини Дебарца.

## Географија
Насеље Доње Средоречје је смештено у југозападном делу Северне Македоније. Од најближег града, Охрида, насеље је удаљено 30 km северно.
Доње Средоречје се налази у историјској области Дебарца, која обухвата слив реке Сатеске и са изразитим планинским обележјем. Насеље је смештено у средишњем, долинском делу области. Јужно од насеља издиже се планина Мазатар, а источно Плакенска планина. Западно од насеља протиче речица Сатеска. Надморска висина насеља је приближно 780 метара.
Клима у насељу је планинска.

## Становништво
Доње Средоречје је према последњем попису из 2002. године имало 57 становника. 
Већину становништва чине етнички Македонци (99%).
Већинска вероисповест је православље.